# La Vilueña
La Vilueña är en ort i Spanien.   Den ligger i provinsen Provincia de Zaragoza och regionen Aragonien, i den nordöstra delen av landet, 190 km nordost om huvudstaden Madrid. La Vilueña ligger 703 meter över havet och antalet invånare är 106.
Terrängen runt La Vilueña är kuperad åt sydväst, men åt nordost är den platt. Terrängen runt La Vilueña sluttar norrut. Runt La Vilueña är det glesbefolkat, med 10 invånare per kvadratkilometer. Närmaste större samhälle är Calatayud, 11,3 km nordost om La Vilueña. Omgivningarna runt La Vilueña är i huvudsak ett öppet busklandskap.